# Rob Greenberg
Robert J. "Rob" Greenberg là một biên kịch, đạo diễn và nhà sản xuất truyền hình người Hoa Kỳ.

## Các dự án tham gia

### Sản xuất
- How I Met Your Mother
- Mike Birbiglia's Secret Public Journal
- Ex Men
- Spellbound
- Harry's Girl
- Bad Haircut
- Frasier
- Fly by Night

### Biên kịch
- Meet Dave (2008)
- Spellbound (2004/I) (TV)
- Harry's Girl (2003) (TV)
- Spellbound (2003) (TV)
- Bad Haircut (2001) (TV)
- Frasier

### Đạo diễn
- My Boys
- How I Met Your Mother
- Scrubs (TV series)|Scrubs
- Happy Endings
- Worst Week
- Mike Birbiglia's Secret Public Journal

## Các đề cử và giải thưởng
Anh đã được đề cử cho 4 Giải Emmy và 2 giải Writers Guild of America Awards.